# Gibanje za Slovenijo
Gibanje za Slovenijo je politično gibanje, ki je bilo 8. oktobra 2011 ustanovljeno kot društvo z namenom udeležbe na državnozborskih volitvah leta 2011. Društvo je bilo ustanovljeno na pobudo bohinjskega župana Franca Kramarja in ostalih nestrankarskih županov ter civilnodružbenih gibanj. Ker takrat društvu ni uspelo priti v parlament, je zamrlo.
Po protestu Proti vladi RS in Zavodu TNP v Bohinju, so se odločili na pobudo župana Franca Kramarja in Stare Tilna društvo oživiti in začeli z zbiranjem istomislečih državljanov. Društvo se je zdaj ponovno ustanovilo z novim imenom Slovensko Gibanje. Na ustanovnem občnem zboru se je demokratično izvolilo vodstvo društva. V društvu je v načrtu tudi udeležba na naslednjih volitvah. V primeru, če gibanju to uspe, bo to prvi nastop nestrankarske liste na državnozborskih volitvah v zgodovini Republike Slovenije.

## Glavni cilji
Brezpogojno zavzemanje za transparentnost politike, obvezno in brezpogojno spoštovanje pravne države, popolno enakost pred zakonom, aktivno sooblikovanje kvalitetne prihodnosti vsem v državi, brezplačno šolstvo in zdravstvo, dostojne pokojnine, obdavčitev RKC,...